# Linia kolejowa 24 Zalabér-Batyk – Zalaszentgrót
Linia kolejowa Zalabér-Batyk – Zalaszentgrót – linia kolejowa na Węgrzech. Jest to linia jednotorowa, w całości niezelektryfikowana. Łączy stację Zalabér-Batyk z Zalaszentgrót.

## Historia
Linia została otwarta w 1892 roku.